# Región corporativa de Diego Martín
Diego Martín es una región de Trinidad y Tobago.

## Geografía
La región abarca parte de la isla Trinidad y las islas de Carrera, Chacachacare, Cronstadt, Gaspar Grande, Huevos y Monos y limita al norte y al oeste con el mar Caribe, al sur con el golfo de Paria y con la ciudad de Puerto España y al este con la región de San Juan-Laventille.

## Organización territorial
Consta de cuarenta y siete localidades:
- Alyce Glen
- Bagatelle
- Bayshore
- Beau Pres
- Big Yard
- Blue Basin
- Blue Range
- Boissiere
- Cameron Road
- Carenage
- Carrera Island
- Chaguaramas
- Champ Elysees
- Covigne
- Diamond Vale
- Dibe-Belle Vue
- Diego Martín
- Fairways
- Fort George
- Four Roads
- Glencoe
- Goodwood Gardens
- Green Hill Village
- Haleland Park-Moka
- Industrial Estate (Diego Martin Industrial Estate)
- La Horquette
- La Puerta
- La Seiva
- L'Anse Mitan
- Le Platte
- Maraval
- North Post
- Off-Shore Islands
- Paramin
- Patna Village
- Petit Valley
- Point Cumana
- Powder Magazine
- Rich Plain
- River Estate
- Saut Deau
- Simeon Road
- St. Lucien Road
- Upper St. James
- Victoria Gardens
- Waterhole (Water Hole)
- West Moorings (Westmoorings)

## Demografía
Datos demográficos de la región de Diego Martín:
| Gráfica de evolución demográfica de Arima entre 2000 y 2011 |
|                                                             |